# Tee (golf)
Il tee è un termine della lingua inglese utilizzato nel golf per indicare un chiodo di legno con la testa concava atto a sostenere la palla da golf durante il primo colpo di ogni buca.

## Etimologia
Il termine tee deriva dal gaelico scozzese taigh che significa casa ed è legato alla 'casa' nel curling (i cerchi colorati). Ciò in quanto un tempo i tee nei campi da golf si trovavano all'interno di un cerchio del diametro della lunghezza di una mazza da golf concentrico al foro. Al giorno d'oggi, nei moderni campi da golf esiste un tee per ogni buca. Ad esempio, la nona buca di un percorso è giocata dal nono tee al nono green, e così via per le altre buche.

## Caratteristiche

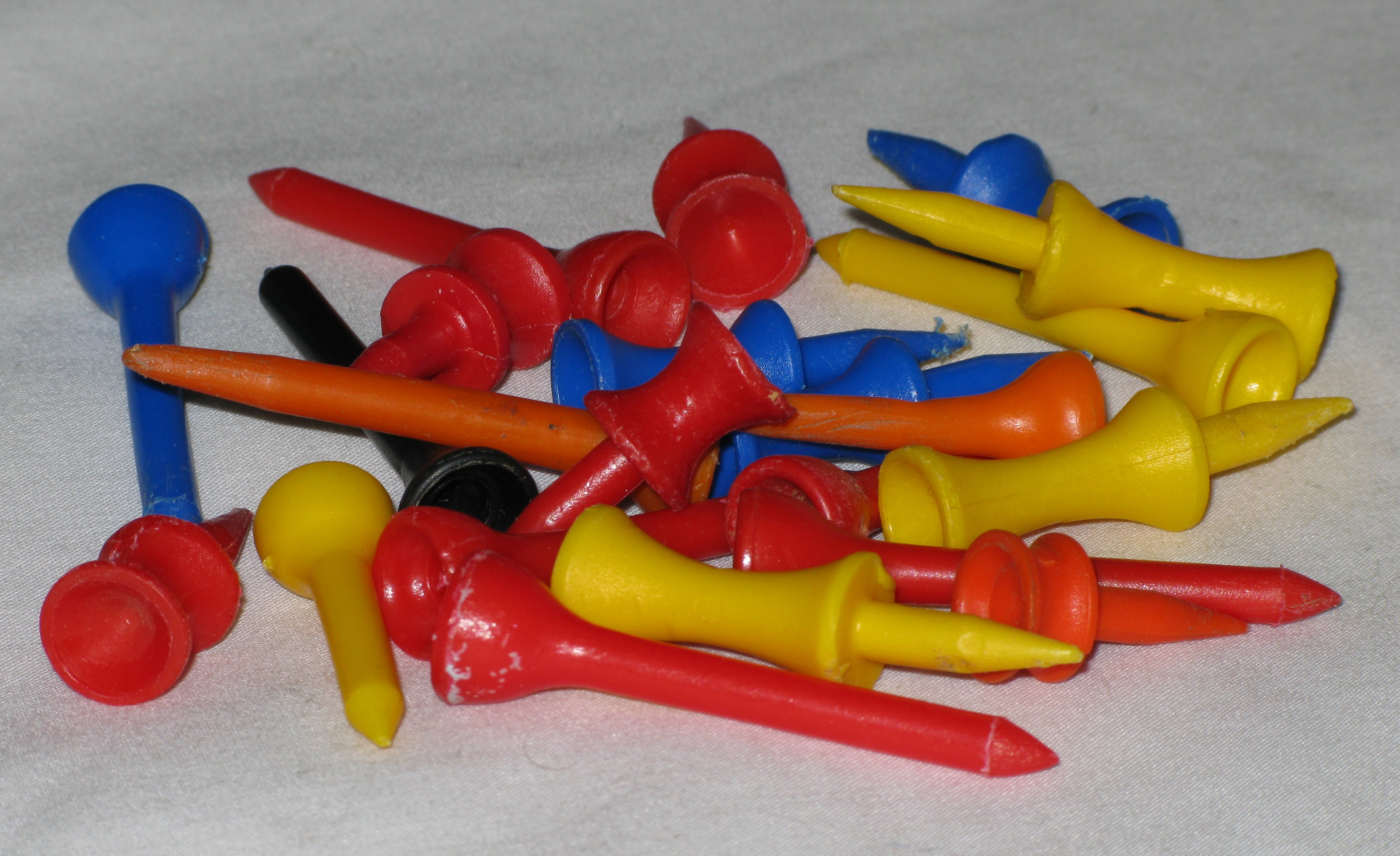
Gruppo di tee per il golf

Nel gioco del golf, un tee viene normalmente adoperato per il primo colpo di ogni buca. L'area dalla quale si dà il primo colpo viene informalmente chiamata teeing ground. Normalmente questo tipo di appoggio per la palla viene concesso soltanto per il primo colpo di ogni buca, chiamato tee shot (colpo del tee), e non è concesso per ogni altro tiro successivo; comunque, regole locali o stagionali possono consentirne l'uso anche nei tiri successivi al primo, ad esempio in inverno per proteggere l'erba del prato quando questa è molto vulnerabile per via delle basse temperature. Il tee conferisce un grande vantaggio nell'effettuazione del tiro e pertanto viene utilizzato ogni qual volta il regolamento lo consente. Un giocatore può decidere comunque di non utilizzare il tee per suoi motivi personali. Questo conferisce alla palla una traiettoria più bassa.
Un normale tee è lungo 2,125 pollici (5 cm circa), ma ve ne sono di diverse lunghezze. Normalmente i tee sono realizzati in legno o in materiale plastico rigido. Ci sono anche molti tee da golf biodegradabili, ecologici e riciclabili che riducono il numero degli alberi tagliati per la fabbricazione dei tee e consentono una riduzione dei costi di manutenzione dei campi, non avendosi a che fare con pezzetti di legno spezzati dispersi sui campi da golf.
Secondo le regole stabilite dalla R&A, "I tee non possono essere più lunghi di 4 pollici (10,16 cm) e non devono essere progettati o fabbricati in modo tale che possano indicare la linea di gioco o influenzare il movimento della palla.

### Storia
Lo sviluppo del tee è stata l'ultima modifica importante nelle regole del golf. Prima di allora le palle da golf venivano poste su un mucchietto di sabbia che veniva fornita in scatole. Questo spiega il nome storico tee boxes (scatole del tee) per quello che oggi è conosciuto come teeing ground.
I primi tee erano piatti, si appoggiavano sul terreno ed avevano una parte in rilievo per sostenere la palla. Il primo brevetto per questo tipo di tee è datato 1889, ed è stato rilasciato agli scozzesi William Bloxsom e Arthur Douglas. Il primo tee conosciuto che poteva essere conficcato nel terreno aveva una sede in gomma per sostenere la palla ed era commercializzato come "perfectum". Questo venne brevettato nel 1892 da Percy Ellis in Inghilterra. INel 1899, un dentista afro-americano, George Franklin Grant ottenne un brevetto per un "tee migliorato". Questo tee consisteva di un cono di legno con un manicotto in gomma per sostenere la palla, ma non è noto se venne mai commercializzato.

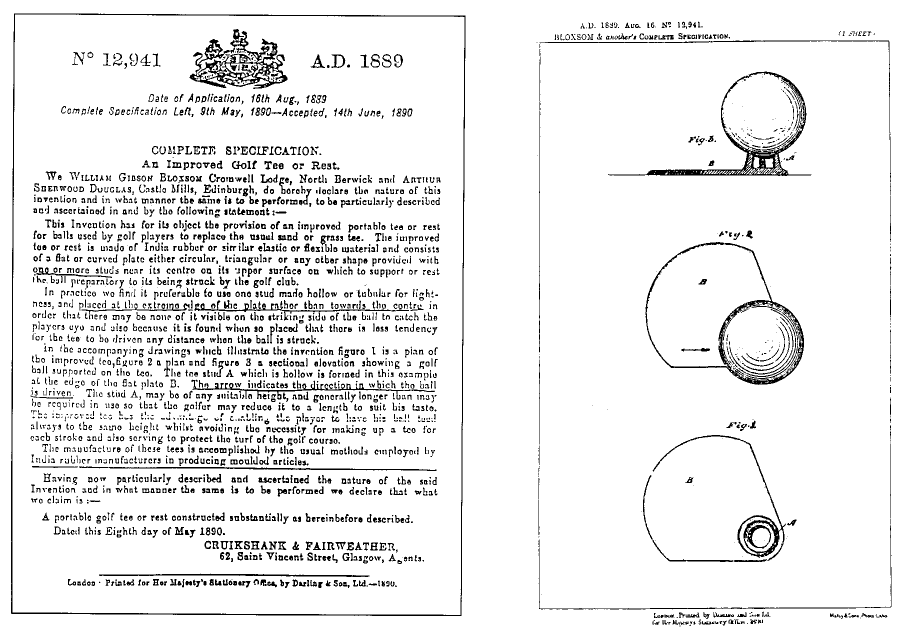
Brevetto britannico #12941 del 1889.
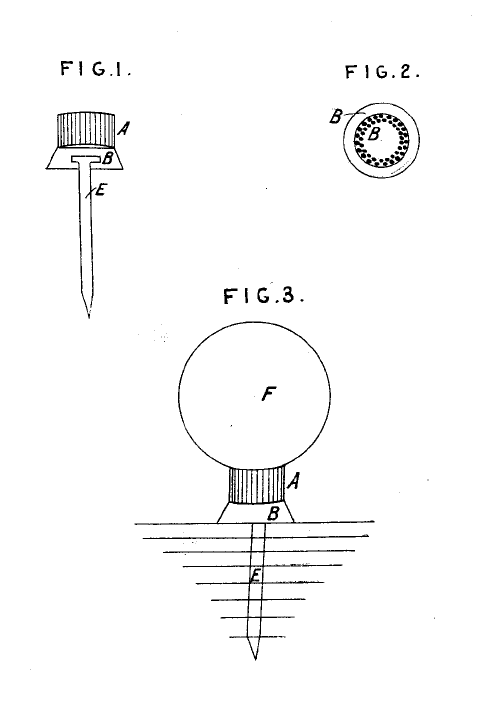
Brevetto britannico #3916 del 1892.
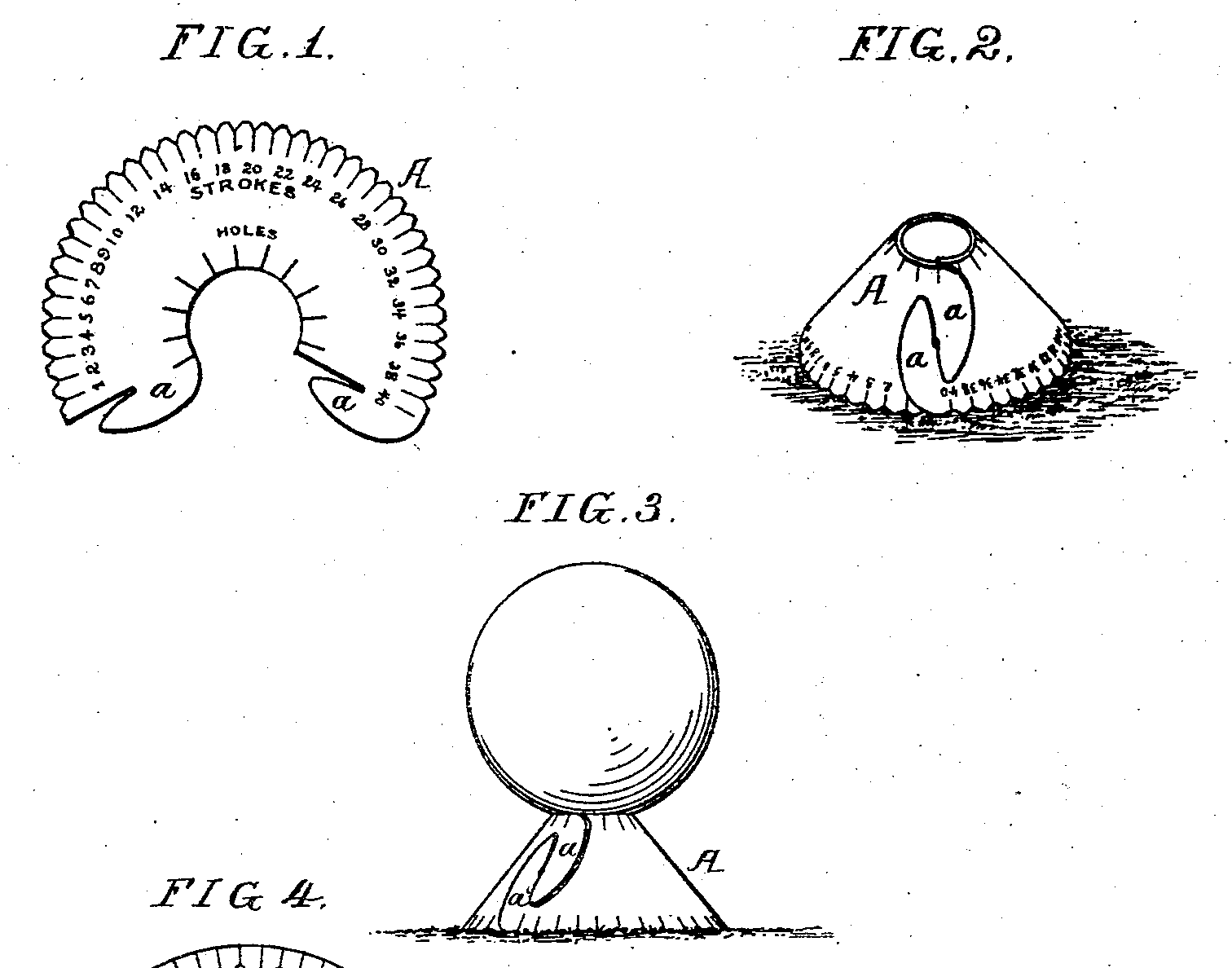
Brevetto USA #570,821 Archiviato il 20 novembre 2007 in Internet Archive., "Tee e Score Card," 1896.
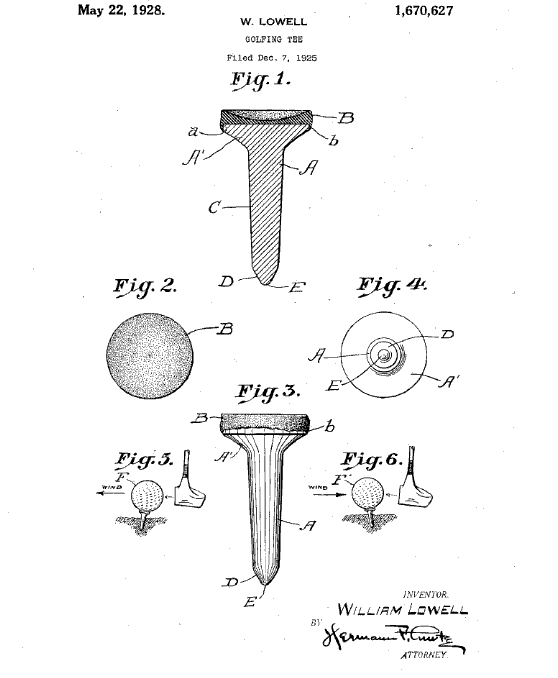
Brevetto USA 1,670,267, William Lowell, Sr. del 1925

Queste ed altre varianti non riuscirono però a prendere piede, visto che la maggior parte dei golfisti, sia per tradizione, abitudine, o dubbi, continuarono ad usare i cumuli di sabbia. Ci volle un grande sforzo di marketing da parte di William Lowell, Sr., nel 1920, per rendere di uso comune i tee manufatti. Le vendite del suo "Reddy Tee", un piolo di legno semplice, con una testa svasata, decollarono dopo che Lowell assunse i golfisti professionisti Walter Hagen e Joe Kirkwood, Sr. per promuovere il prodotto durante le partite amichevoli. Il tee venne copiato in tutto il mondo, e rimase il tipo più comune di tee da golf.

## Curiosità
Nel 2013 Daniela Holmqvist, golfista svedese, durante le prequalificazioni per la gara dell'ISPS Handa Australian Open al Royal Canberra Golf Club in Australia, è stata morsa da una vedova nera e si dice sia riuscita a estrarsi il veleno dalla ferita utilizzando il tee.